# Рогатые вороны
Рогатые во́роны (лат. Bucorvus) — род африканских птиц из отряда птиц-носорогов, выделяемый в монотипическое семейство Bucorvidae. Данное семейство является эндемичным для Африки к югу от Сахары: абиссинский рогатый ворон распространён в широтном направлении от Сенегала на восток до Эфиопии, а кафрский рогатый ворон встречается в Южной и Восточной Африке.

## Описание
Рогатые вороны — крупные птицы, размер тела взрослых особей около метра. Оба вида ведут наземный образ жизни, в отличие от других птиц-носорогов, и питаются насекомыми, змеями, другими птицами, амфибиями и даже черепахами. Они являются одними из самых долгоживущих птиц, а более крупный южный вид, кафрский рогатый ворон, возможно, — самая долгоживущая и имеющая самое медленное воспроизводство (размножаются раз в три года) среди всего класса Aves.
В настоящее время считается, что рогатые вороны, наряду с Tockus, являются почти исключительно плотоядными — у них отсутствует гулярный мешок, который позволяет представителям других родов птиц-носорогов, отдаленным родственникам рогатых воронов, питаться фруктами.

## Классификация
В род Bucorvus включают 2 современных вида и по крайней мере один вымерший:
- Bucorvus abyssinicus (Boddaert, 1783) — Абиссинский рогатый ворон
- Bucorvus leadbeateri (Vigors, 1825) — Кафрский рогатый ворон
- † Bucorvus brailloni (Brunet, 1971) — ископаемый рогатый ворон из Марокко

Ископаемый рогатый ворон, Bucorvus brailloni, был описан по костным остаткам из Марокко, эта находка даёт основания предположить, что до четвертичного оледенения данный род был либо распространён гораздо шире, либо по иному распределён.
Генетические исследования 2011 года показывают, что наземные носороги образуют единую кладу с Bycanistes, это клада оказалась сестринской по отношению ко всему остальному древу птиц-носорогов. Bucorvidae, как полагают, является результатом ранней африканской дивергенции, в то время как остальная часть Bucerotiformes развивалась в Азии.